# Carlo Alberto II di Hohenlohe-Waldenburg-Schillingsfürst
Carlo Alberto II di Hohenlohe-Waldenburg-Schillingsfürst (Schillingsfürst, 21 febbraio 1742 – Schillingsfürst, 14 giugno 1796) fu principe di Hohenlohe-Waldenburg-Schillingsfürst dal 1793 al 1796.

## Biografia
Era figlio di Carlo Alberto I (1719-1793), principe di Hohenlohe-Waldenburg-Schillingsfürst, e di sua moglie, la principessa Sofia Guglielmina di Löwenstein-Wertheim-Rochefort (1721-1749), figlia di Domenico Marquardo, 2º principe di Löwenstein-Wertheim-Rochefort
Il 19 maggio 1761 sposò a Horazdiowitz, sua cugina, la principessa Leopoldina di Löwenstein-Wertheim-Rochefort (1739-1765), figlia del fratello di sua madre Carlo Tommaso, 3º principe di Löwenstein-Wertheim-Rochefort, da cui ebbe due figli:
- principe Francesco di Hohenlohe-Waldenburg-Schillingsfürst, morto all'età di due mesi
- una principessa nata e morta il 2 giugno 1765

La principessa Leopodina morì una settimana per le conseguenze del parto. Il 15 agosto 1773 sposò in seconde nozze la baronessa ungherese Giuditta Reviczky von Revisnye (1751-1836), dalla loro unione nacquero i seguenti figli:
- principessa Maria Giuseppa (1774-1824), sposò il conte Massimiliano Giuseppe di Holnstein, un nipote dell'imperatore Carlo VII avuto dalla sua amante Maria Caroline Charlotte von Ingenheim;
- Carlo Alberto III, principe di Hohenlohe-Waldenburg-Schillingsfürst (1776-1843), successore di suo padre, si sposò due volte ed ebbe figli da entrambi i matrimoni;
- principe Giuseppe (1777-1800);
- principessa Maria Teresa (1779-1819), moglie del conte Maurizio von Fries;
- principessa Francesca (1780-1783);
- principe Alberto (1781-1805);
- principessa Antonietta (1783-1803);
- principessa Federica (1785-1785);
- principessa Eleonora (1786-1849);
- Francesco Giuseppe, 5º principe di Hohenlohe-Schillingsfürst (1787-1841), capostipite del ramo dei duchi di Ratibor e principi di Corvey, sposò la principessa Costanza di Hohenlohe-Langenburg figlia di Carlo Ludovico I, principe di Hohenlohe-Langenburg
- principessa Carolina (1789-1799)
- principessa Gabriella (1791-1863), moglie del barone Carlo von Brinkmann
- Alessandro (1794-1849), vescovo di Sardica, abate di San Michele a Gáborján.

## Ascendenza
|                                                                        |                                                            |                                                        | Genitori                                           |  |  | Nonni |  |  | Bisnonni                                                         |  |  | Trisnonni                                                           |  |
|                                                                        |                                                            |                                                        |                                                    |  |  |       |  |  | Ludwig Gustav, III conte di Hohenlohe-Waldenburg-Schillingsfürst |  |  | Georg Friedrich II, I conte di Hohenlohe-Waldenburg-Schillingsfürst |  |
|                                                                        |                                                            |                                                        |                                                    |  |  |       |  |  | Ludwig Gustav, III conte di Hohenlohe-Waldenburg-Schillingsfürst |  |  | Georg Friedrich II, I conte di Hohenlohe-Waldenburg-Schillingsfürst |  |
|                                                                        |                                                            | Dorothea Sophia zu Solms-Hohensolms                    |                                                    |  |  |       |  |  | Ludwig Gustav, III conte di Hohenlohe-Waldenburg-Schillingsfürst |  |  |                                                                     |  |
| Philipp Ernst, I principe di Hohenlohe-Waldenburg-Schillingsfürst      |                                                            |                                                        |                                                    |  |  |       |  |  | Ludwig Gustav, III conte di Hohenlohe-Waldenburg-Schillingsfürst |  |  |                                                                     |  |
|                                                                        |                                                            | Maria Eleonore von Hatzfeld                            | Hermann von Hatzfeld                               |  |  |       |  |  |                                                                  |  |  |                                                                     |  |
|                                                                        |                                                            | Maria Eleonore von Hatzfeld                            | Hermann von Hatzfeld                               |  |  |       |  |  |                                                                  |  |  |                                                                     |  |
|                                                                        |                                                            | Maria Eleonore von Hatzfeld                            | Maria Katharina Kämmerer von Worms                 |  |  |       |  |  |                                                                  |  |  |                                                                     |  |
| Karl Albrecht I, II principe di Hohenlohe-Waldenburg-Schillingsfürst   |                                                            | Maria Eleonore von Hatzfeld                            |                                                    |  |  |       |  |  |                                                                  |  |  |                                                                     |  |
|                                                                        |                                                            | Philipp Karl von Oettingen-Wallerstein                 | Ernst von Oettingen-Wallerstein                    |  |  |       |  |  |                                                                  |  |  |                                                                     |  |
|                                                                        |                                                            | Philipp Karl von Oettingen-Wallerstein                 | Ernst von Oettingen-Wallerstein                    |  |  |       |  |  |                                                                  |  |  |                                                                     |  |
|                                                                        |                                                            | Philipp Karl von Oettingen-Wallerstein                 | Maria Magdalena Fugger                             |  |  |       |  |  |                                                                  |  |  |                                                                     |  |
| Maria Anna von Oettingen-Wallerstein                                   |                                                            | Philipp Karl von Oettingen-Wallerstein                 |                                                    |  |  |       |  |  |                                                                  |  |  |                                                                     |  |
|                                                                        |                                                            | Eberhardine Sophie Juliane von Oettingen-Oettingen     | Joachim Ernst von Oettingen-Oettingen              |  |  |       |  |  |                                                                  |  |  |                                                                     |  |
|                                                                        |                                                            | Eberhardine Sophie Juliane von Oettingen-Oettingen     | Joachim Ernst von Oettingen-Oettingen              |  |  |       |  |  |                                                                  |  |  |                                                                     |  |
|                                                                        |                                                            | Eberhardine Sophie Juliane von Oettingen-Oettingen     | Anne Sophie von der Pfalz-Sulzbach                 |  |  |       |  |  |                                                                  |  |  |                                                                     |  |
| Karl Albrecht II, III principe di Hohenlohe-Waldenburg-Schillingsfürst |                                                            | Eberhardine Sophie Juliane von Oettingen-Oettingen     |                                                    |  |  |       |  |  |                                                                  |  |  |                                                                     |  |
|                                                                        | Maximilian Karl, principe di Löwenstein-Wertheim-Rochefort | Ferdinand Karl, conte di Löwenstein-Wertheim-Rochefort |                                                    |  |  |       |  |  |                                                                  |  |  |                                                                     |  |
|                                                                        | Maximilian Karl, principe di Löwenstein-Wertheim-Rochefort | Ferdinand Karl, conte di Löwenstein-Wertheim-Rochefort |                                                    |  |  |       |  |  |                                                                  |  |  |                                                                     |  |
|                                                                        | Maximilian Karl, principe di Löwenstein-Wertheim-Rochefort | Anna Maria von Fürstenberg-Heiligenberg                |                                                    |  |  |       |  |  |                                                                  |  |  |                                                                     |  |
| Dominik Marquard, principe di Löwenstein-Wertheim-Rochefort            | Maximilian Karl, principe di Löwenstein-Wertheim-Rochefort |                                                        |                                                    |  |  |       |  |  |                                                                  |  |  |                                                                     |  |
|                                                                        |                                                            | Polyxena Maria Khuen von Lichtenberg und Belasi        | Mathias Khuen, conte di Lichtenberg und Belasi     |  |  |       |  |  |                                                                  |  |  |                                                                     |  |
|                                                                        |                                                            | Polyxena Maria Khuen von Lichtenberg und Belasi        | Mathias Khuen, conte di Lichtenberg und Belasi     |  |  |       |  |  |                                                                  |  |  |                                                                     |  |
|                                                                        |                                                            | Polyxena Maria Khuen von Lichtenberg und Belasi        | Anna Susanna Apollonia von Meggau                  |  |  |       |  |  |                                                                  |  |  |                                                                     |  |
| Sophie Wilhelmine Marie zu Löwenstein-Wertheim-Rochefort               |                                                            | Polyxena Maria Khuen von Lichtenberg und Belasi        |                                                    |  |  |       |  |  |                                                                  |  |  |                                                                     |  |
|                                                                        |                                                            | Karl, langravio d'Assia-Wanfried                       | Ernst, langravio d'Assia-Rheinfels                 |  |  |       |  |  |                                                                  |  |  |                                                                     |  |
|                                                                        |                                                            | Karl, langravio d'Assia-Wanfried                       | Ernst, langravio d'Assia-Rheinfels                 |  |  |       |  |  |                                                                  |  |  |                                                                     |  |
|                                                                        |                                                            | Karl, langravio d'Assia-Wanfried                       | Maria Eleonore von Solms-Hohensolms                |  |  |       |  |  |                                                                  |  |  |                                                                     |  |
| Christina Francisca von Hessen-Wanfried                                |                                                            | Karl, langravio d'Assia-Wanfried                       |                                                    |  |  |       |  |  |                                                                  |  |  |                                                                     |  |
|                                                                        |                                                            | Alexandrine Juliane von Leiningen-Dagsburg             | Emich XIII, conte di Leiningen-Dagsburg-Falkenburg |  |  |       |  |  |                                                                  |  |  |                                                                     |  |
|                                                                        |                                                            | Alexandrine Juliane von Leiningen-Dagsburg             | Emich XIII, conte di Leiningen-Dagsburg-Falkenburg |  |  |       |  |  |                                                                  |  |  |                                                                     |  |
|                                                                        |                                                            | Alexandrine Juliane von Leiningen-Dagsburg             | Dorothea von Waldeck                               |  |  |       |  |  |                                                                  |  |  |                                                                     |  |
|                                                                        |                                                            | Alexandrine Juliane von Leiningen-Dagsburg             |                                                    |  |  |       |  |  |                                                                  |  |  |                                                                     |  |

## Fonti
- Karl Albrecht II, Fürst zu Hohenlohe-Waldenburg in Schillingsfürst, su genealogics.org. URL consultato il 16 settembre 2015 (archiviato dall'url originale il 19 luglio 2019).